# Liv Boeree
Olivia 'Liv' Boeree (Hollingbourne, Kent, 18 juli 1984) is een Engels professioneel pokerspeelster. Ze won onder meer het €5.000 No Limit Hold'em - Main Event van de European Poker Tour-evenement San Remo 2010 (goed voor $1.698.300,- aan prijzengeld) en het $2.000 No Limit Hold'em-toernooi van het Ladbrokes Poker European Ladies Championship 2008 (goed voor $42.000,-).
Boeree had tot en met mei 2021 meer dan $3.850.000,- gewonnen met (live-)pokertoernooien (cashgames niet meegerekend). In september 2010 werd ze opgenomen in Team PokerStars Pro. Op 13 november 2019 gaven Boeree en haar vriend Igor Kurganov aan Team Pokerstars te verlaten. Daarnaast gaf ze aan haar focus te verleggen, van poker naar haar YouTubekanaal. Ze werkt naast het poker ook als fotomodel.

## Pokercarrière
Boeree kwam in aanraking met poker toen ze deelnam aan het programma Ultimatepoker.com Showdown van de Britse televisiezender Channel Five. Daarin leerde ze het spel van Phil Hellmuth, Annie Duke en Dave Ulliott. Na de serie bleef ze poker spel spelen en probeerde ze een plaats te veroveren in de profwereld. Ze kreeg ook de gelegenheid om de World Series of Poker, European Poker Tour en World Series of Poker Europe te bezoeken als televisieverslaggeefster.
Boeree won op de World Series of Poker 2008 voor het eerst prijzengeld op een profevenement buiten Groot-Brittannië. Ze werd er 49ste in het  $2.000 Pot Limit Hold'em-toernooi en 64ste in het $1.500 Limit/No Limit Hold'em-toernooi. Zeven maanden later werd ze zevende in het A$1.100 No Limit Hold'em-toernooi van de Aussie Millions 2009. Weer drie maanden daarna speelde ze zich voor het eerst in de prijzen op de World Poker Tour door 37e te worden in het $25.000 No Limit Hold'em - Championship Event van de Seventh Annual Five Star World Poker Classic 2009 in Las Vegas.
Boeree schreef in oktober 2010 bijna het £2.000 No Limit Hold'em-toernooi van de EPT London op haar naam, maar de Zweed Jens Thorson veroordeelde haar tot de tweede plaats. Daarmee won ze wel $80.326,-, haar hoogste prijs in een live-toernooi sinds haar EPT-overwinning in april. Boeree werd in januari 2011 samen met vier landgenoten als team tweede in de World Cup of Poker VII van de PokerStars Caribbean Adventure 2011, achter Italië.